# Isle Escape
Isle Escape  è una serie di videogiochi in prima persona per Android e iOS.

## Trama
Il giocatore proveniente da un’altra realtà si ritrova inaspettatamente su un’isola sconosciuta tra i cui abitanti vi sono degli individui con poteri speciali. Essi sono stati a loro volta teletrasportati a Goll da una donna nota come “Madre” con l’intento di proteggerli e coltivare i loro doni.
Tra questi personaggi vi è la signora Redove, la prima persona che il giocatore incontra e che lo mette in guardia dai pericoli dell’isola esortandolo a fuggire il prima possibile.

## Capitoli
Isle Escape: The House è un rompicapo punta e clicca gratuito rilasciato il 20 febbraio 2020.
Primo capitolo della serie, è ambientato nella casa di Mrs. Redove, una medium che si sta nascondendo da una caccia alle streghe orchestrata dalla setta di Father Black.